# Makwa Lake 129C
Makwa Lake 129C är ett reservat i Kanada.   Det ligger i provinsen Saskatchewan, i den centrala delen av landet, 2 600 km väster om huvudstaden Ottawa.
Trakten runt Makwa Lake 129C består till största delen av jordbruksmark. Trakten runt Makwa Lake 129C är nära nog obefolkad, med mindre än två invånare per kvadratkilometer.